# Brigitte Johanna Wasmeyer
Brigitte Johanna Wasmeyer (* 1943 in Linz) ist eine österreichische Malerin,  Grafikerin, Textilkünstlerin und Autorin.

## Leben und Wirken
Die Künstlerin wuchs in Linz und Eferding auf, besuchte das Gymnasium in Bregenz und Bad Ischl und studierte von 1960 bis 1962 an der Kunstschule Linz Grafik bei Alfons Ortner und Weben am Hochwebestuhl bei Schegula. Sie lebte und arbeitete einige Zeit im Egon-Hofmann-Haus in Linz, übersiedelte später nach Graz und absolvierte Studienreisen nach Paris, Südfrankreich und Süditalien. 1976 eröffnete sie ein Atelier in Helfenberg. Wasmeyer ist Mitglied der Sezession Graz und der Künstlervereinigung MAERZ.

## Werke
Werke befinden sich u. a. in der Kunstsammlung des Landes Oberösterreich und im Bundeskanzleramt. 
- Krampus semper imperator est, 1966 im Rahmen der 1. Internationalen Malerwochen in Schloss Retzhof bei Leibnitz
- Zeit für alle, Mischtechnik auf Leinwand, 1970[2]
- Himmelswasmeyer, Farbradierung, Skyart, 7 Radierungen in Mappe, Ankauf OÖ. Landesmuseum Linz, 1972
- Der Zauberer, Öl, Ankauf Bundesministerium für Unterricht und Kunst, 1979[3]

## Werke als Autorin
- Versuch einer Wahrheit, Konsequenz in zehn Stufen, Galerie März, 1975, Texte zu einer Komposition von Gerhard Maximilian Schmidinger[4]
- Mühlviertel-Zyklus, Texte für fünf Lieder für Kinderchor von Gerhard Maximilian Schmidinger

## Ausstellungsbeteiligungen
- TÜR an TÜR. Atelierhaus der Wirtschaft Oberösterreich, Ausstellung im Nordico, 2007/2008
- Zehn Künstler des Egon-Hofmann-Hauses im Stadtmuseum Linz, Nordico, Josef Bauer, Ernst Eduard Ehmayr, Peter Kraml, Gerhard Knogler, Werner Krausneker, Peter Kuba, Andreas Prag, Thomas Pühringer, Johann W. Ruschak, Brigitte Johanna Wasmeyer, Nordico, 1976
- Vier Frauen: Gisela Frank, Frida Schubert-Steingraeber, Juliane Stoklaska, Brigitte Johanna Wasmeyer. Malerei, Grafik, Neue Galerie der Stadt Linz, Wolfgang-Gurlitt-Museum, 1970
- Internationale Malerwochen auf Schloss Retzhof bei Leibnitz, 1966

## Medien
Ernst Köller: Die 1. Internationalen Malerwochen auf Schloss Retzhof bei Leibnitz und ihre Ergebnisse (Erwähnung), Kleine Zeitung?, 1966, S. 52